# Morcote
Morcote is een plaats in Zwitserland en behoort tot het kanton Ticino.

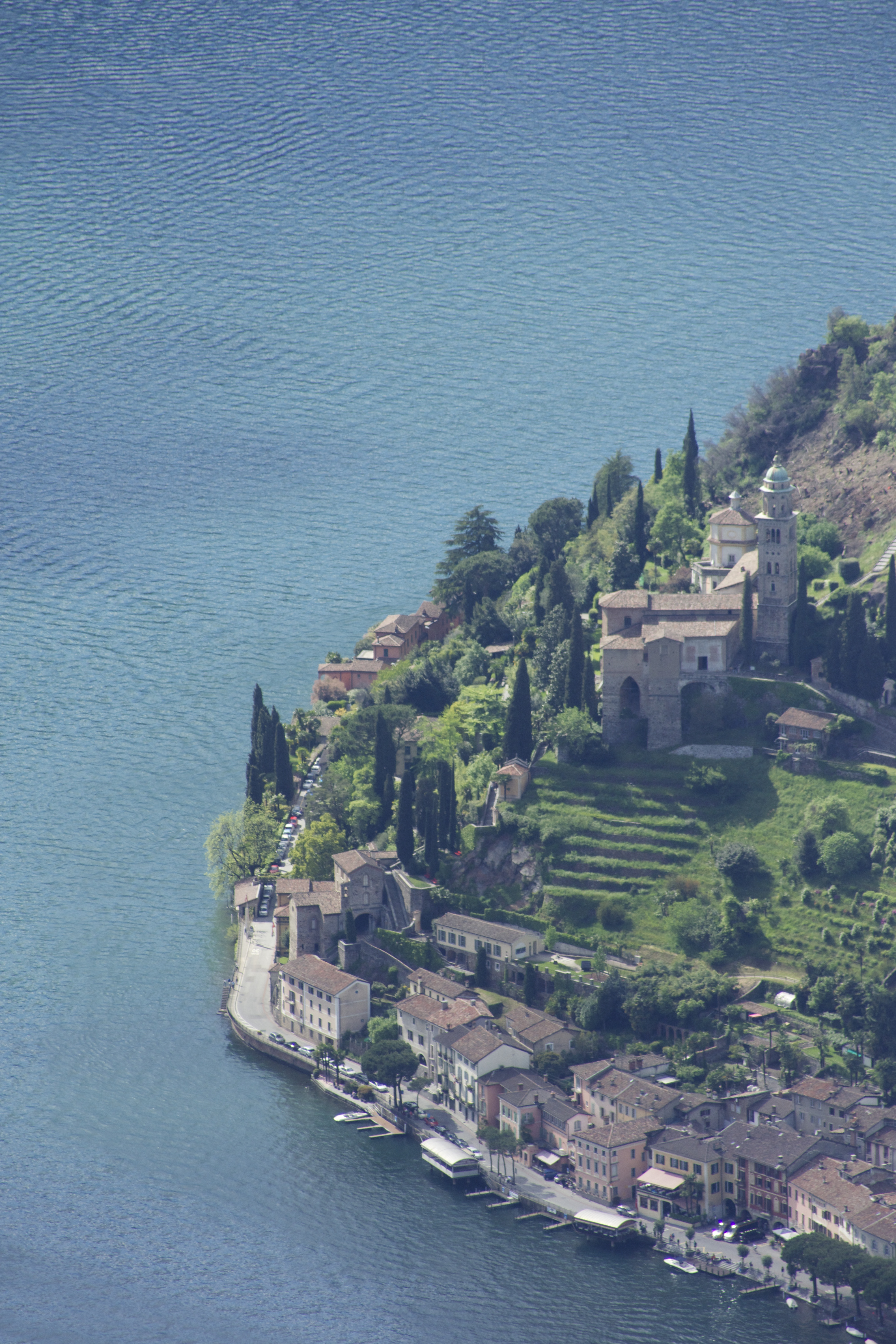
Kerk Santa Maria del Sasso

De plaats ligt ongeveer 10 kilometer ten zuiden van de stad Lugano aan de oever van het Meer van Lugano. Ten noorden van Morcote verrijst de 826 meter hoge Monte Arbostoro. De oudste vermelding van Morcote dateert uit het jaar 926, toen het de naam Murcau droeg. Tot de aanleg van de dam bij Melide in 1847 was Morcote de belangrijkste havenplaats aan het meer.
Morcote heeft zijn oorspronkelijke uiterlijk goed weten te behouden en is mede hierdoor een toeristische trekpleister geworden in dit deel van Ticino. Langs het meer heeft de plaats een lange boulevard en karakteristieke arcadengalerij met terrassen en winkeltjes. Hoog boven Morcote verrijst de 13de-eeuwse kerk Santa Maria del Sasso die via een 400 treden tellende trap te bereiken is.
Vanuit de plaats vertrekken met grote regelmaat boten naar Lugano en de Italiaanse plaatsen Porto Ceresio en Campione d'Italia.

## Bezienswaardigheden
- Kerk Santa Maria del Sasso
- Palazzo Paleari (16de eeuw)
- Torre di Mucipio (14de eeuw)
- Monumentaal kerkhof

## Geboren in Morcote
- Domenico Rossi (1657-1737), architect in de Republiek Venetië